# Baldwin Street

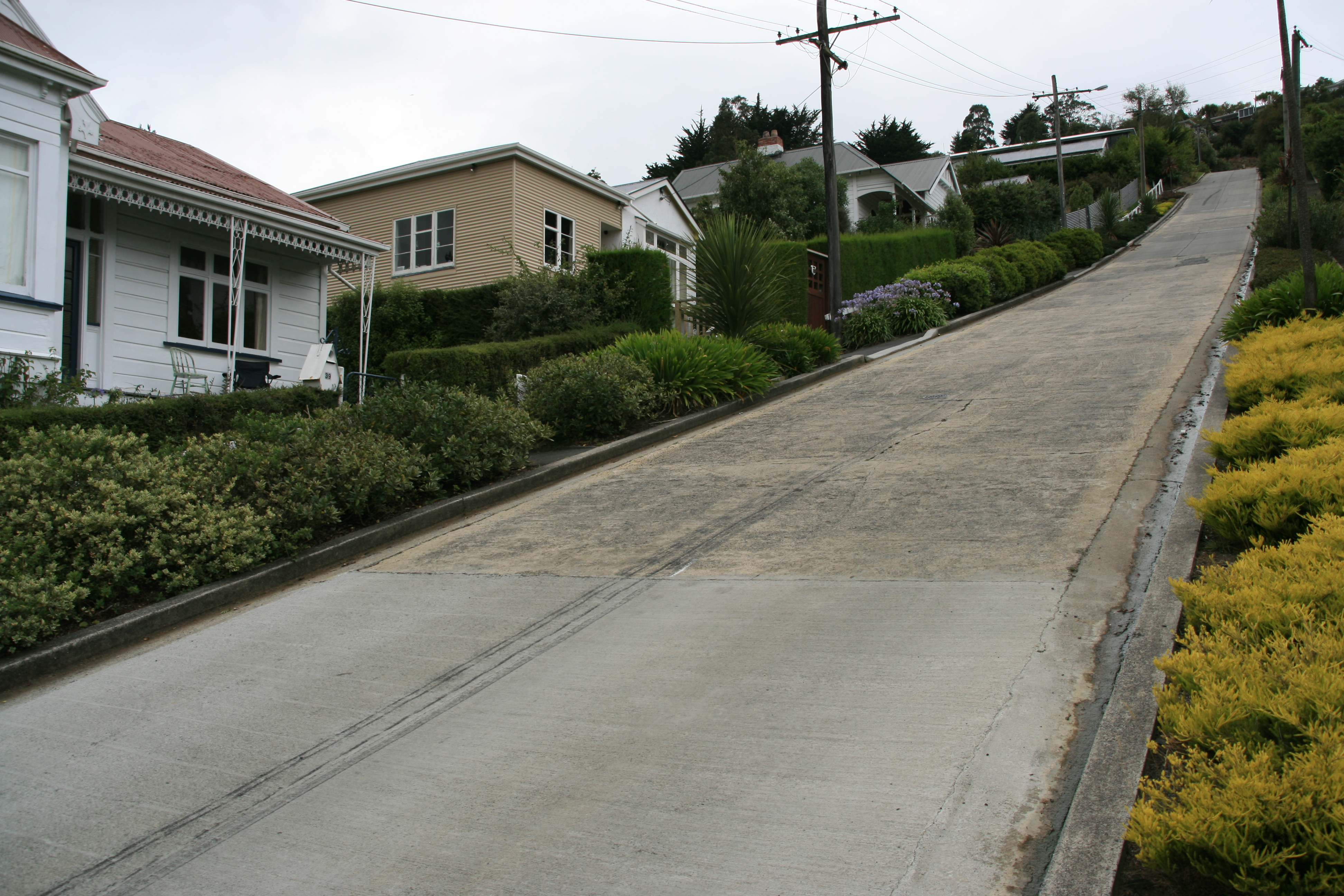
Baldwin Street

Die Baldwin Street wird im Guinness-Buch der Rekorde als steilste Straße der Welt geführt. Sie befindet sich im North East Valley, 3,5 km nördlich von Dunedin, Neuseeland. Die maximale Steigung der knapp 350 Meter langen Straße beträgt 1:2,86 (19,3° oder ca. 35 %). Im Laufe der Jahrzehnte ist die Straße eine bekannte Sehenswürdigkeit der Stadt geworden.
In der Wertung der steilsten Straßen der Welt folgen Filbert Street und 22nd Street in San Francisco, die beide eine Steigung von 31,5 % (17,5°) aufweisen. Die Situation an der ursprünglich ähnlich steilen Lombard Street, die ebenfalls in San Francisco liegt, wurde durch Serpentinen entschärft. Weitere Städte in den USA und anderen Teilen der Welt nehmen für sich in Anspruch, noch steilere Straßen zu besitzen.
Aufgrund der extremen Neigung wurde sie aus Beton anstatt aus Asphalt gebaut, da Asphalt an heißen Tagen schmelzen und die Straße hinabrutschen würde.
Im Jahr 2019 erklärte das Guinness-Buch der Rekorde die Straße Ffordd Pen Llech in Harlech (Wales) mit 37,45 % maximaler Steigung zur steilsten Straße der Welt. Da die Messung angefochten wurde, wurde wenige Monate später festgelegt, dass die Messung in der Straßenmitte stattzufinden habe. Das ergab eine Steigung von 34,8 % für die Baldwin Street und für Ffordd Pen Llech 28,6 %. Der Titel ist daher nun wieder bei der Baldwin Street.

## Wettbewerbe und Rekordversuche
- Jedes Jahr im September gibt es ein Rennen über 750 Meter Länge, das „Baldwin Street Gutbuster“, bei dem diese Straße einmal hinauf und anschließend wieder hinunter zu laufen ist. Die Rekordzeit von 1:56 Minuten wurde 1994 aufgestellt.
- Seit 2002 gibt es eine Benefiz-Veranstaltung nach Art des Entenrennens, bei der 30.000 von örtlichen Sponsoren erworbene Jaffas (Schokoladenkugeln mit Orangengeschmack) den Berg hinunterrollen. Die Sponsoren der Gewinnerkugeln erhalten Preise.
- Am 14. Januar 2000 schaffte der Bayer Thomas Hugenschmidt mit seinem Fahrrad auf dieser Straße bergab einen neuen Geschwindigkeitsrekord von 117,3 km/h.
- 2001 starb eine 19-jährige Studentin bei dem Versuch, die Straße in einer mit zwei Personen besetzten Mülltonne hinunterzufahren. Die Mülltonne kollidierte mit einem abgestellten Anhänger, wobei die Studentin unmittelbar tödliche Verletzungen erlitt.[4]